# Florentia Sale
Florentia Sale (Madras, 13 agosto 1790 – Città del Capo, 6 luglio 1853) è stata una viaggiatrice e scrittrice britannica.
Nata Wynch, fu una donna inglese che viaggiò per il mondo mentre era sposata con il marito, Sir Robert Sale, un ufficiale dell'esercito britannico. Fu soprannominata "il granatiere in sottoveste" per i suoi viaggi con l'esercito, che la portarono in paesi come le Mauritius, la Birmania, l'Afghanistan, l'India e varie altri territori sotto il controllo dell'Impero britannico.

## Biografia
Florentia Wynch nacque il 13 agosto 1790 a Madras, nel Company Raj, figlia di George Wynch, un membro del servizio civile. Il padre di George, Alexander Wynch, fu presidente della Compagnia delle Indie orientali di Madras tra il 1773 e il 1775. È possibile che abbia preso il nome dalla nonna paterna, Florentia Craddock, moglie di Alexander. Fu allevata dagli zii e ricevette una buona educazione.

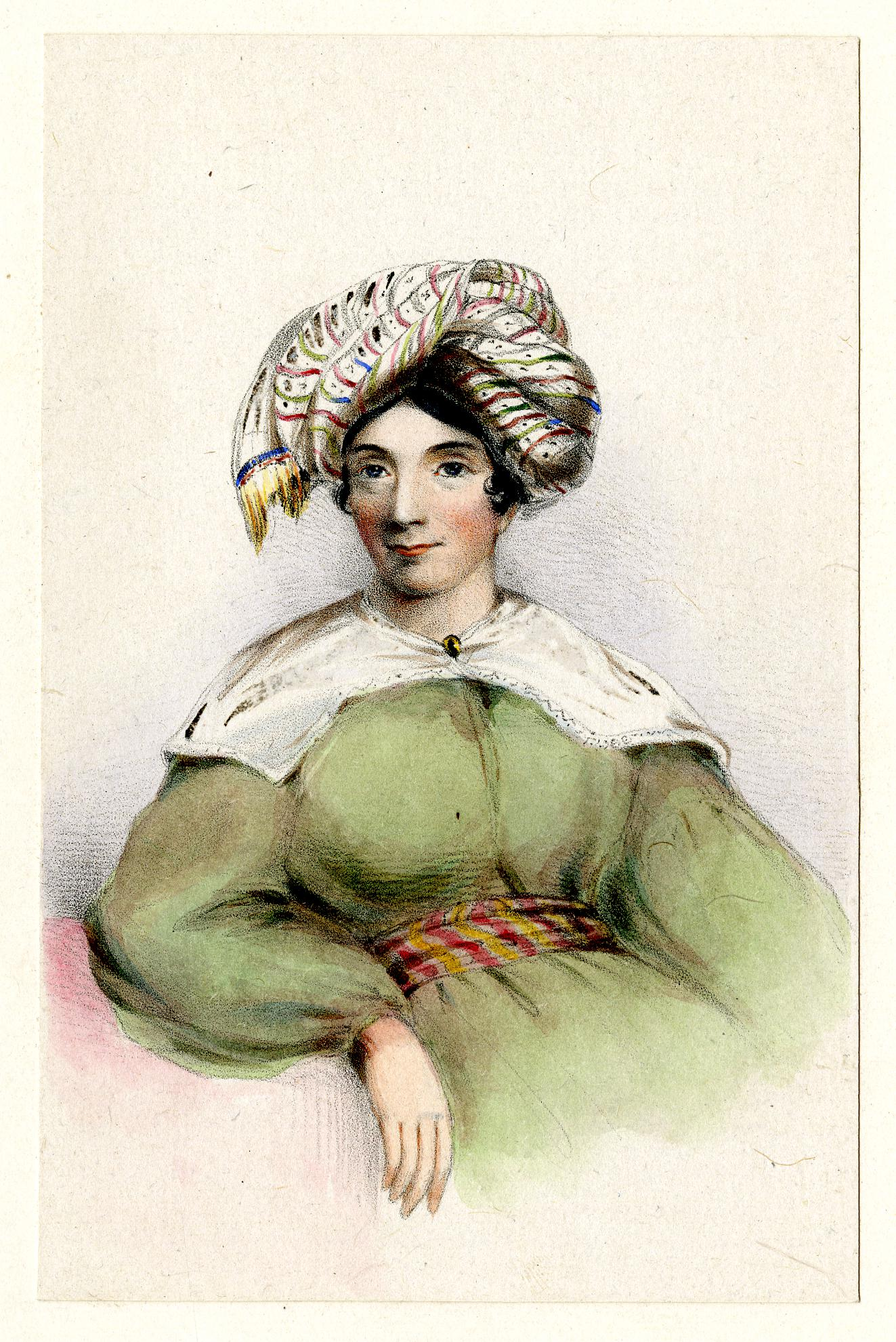
Ritratto di Lady Sale da Prison Sketches. Comprising portraits of the Cabul prisoners, and other subjects di Vincent Eyre

Nel 1809 Florentia Wynch sposò Sir Robert Henry Sale, ufficiale del British Army, che accompagnò nelle sue numerose missioni, crescendo i figli mentre lui svolgeva il proprio servizio nell'esercito. La prima figlia della coppia, Mary Harriet, nacque un anno dopo il matrimonio, il 17 febbraio 1810, a Walajabad. Al momento della nascita del secondo figlio, si era trasferita alle Mauritius, dove Sale era di stanza: George Henry nacque nel 1811 a Port Louis, dove nacquero altri cinque degli altri figli della coppia, l'ultimo nel 1818. Il 1º ottobre 1820 partorì l'ottava figlia, Henrietta Sarah, a Montluel, in Francia. L'ultima figlia, Alexandrina, nacque il 2 gennaio 1823 a Calcutta. Tutti i suoi figli si sposarono con famiglie legate all'India, tra cui i Bruere, gli Holmes, i Dysart, gli Hill e i Brind.
Durante la prima guerra anglo-afghana, Lady Sale, insieme ad altre donne e bambini e a soldati, fu fatta prigioniera durante la ritirata da Kabul e detenuta per nove mesi. Il gruppo fu preso in ostaggio da Wazir Akbar Khan in seguito al massacro del passo di Khurd Karbul. Tra gli ostaggi c'era anche la figlia minore Alexandrina, insieme al marito, il tenente John Sturt. Sturt fu ferito mortalmente all'addome, durante un attacco in cui Lady Sale fu colpita al polso e il pony della signora Sturt fu colpito al collo e all'orecchio. Le due donne assistettero Sturt nelle sue ultime ore di vita. Alla sua morte, gli assicurarono una sepoltura cristiana. Dopo nove mesi il gruppo riuscì a negoziare il rilascio con i rapitori afghani; il 17 settembre 1842 furono soccorsi da Sir Richmond Shakespear. Durante il periodo di prigionia, Lady Sale tenne un diario, descrivendo gli eventi in modo molto diretto e ponderato, e inviò parti del suo diario al marito, il quale le trasmise alle autorità inglesi, che le fecero citare sui giornali dell'epoca. Lady Sale non fu impressionata da come i giornali avevano riportato le sue azioni. Un anno dopo pubblicò il diario, con il titolo di A Journal of the Disasters in Afghanistan, 1841–42. Il libro, che documenta le sue esperienze durante la guerra in Afghanistan, ebbe il plauso della critica. Durante la sua permanenza in Afghanistan, Lady Sale raccolse alcune monete antiche e ne donò 20 al British Museum. Una delle monete è ancora esposta oggi.
Il marito di Lady Sale morì in azione nel 1845. Dopo la morte del marito ricevette una pensione di 500 sterline all'anno in considerazione della sua condotta come prigioniera e dei servizi militari del marito e dal 1846 al 1848 ebbe un appartamento di grace and favour a Hampton Court Palace, appena fuori Londra. Rimase in India per la maggior parte della sua restante vita. Nel 1853 fece un viaggio per motivi di salute al Capo di Buona Speranza e morì non molto tempo dopo il suo arrivo, il 6 luglio 1853, a Città del Capo. Lady Sale fu sepolta nel cimitero di Somerset Road. Il monumento di Lady Sale e i suoi resti furono successivamente spostati nel cimitero di Maitland, a Città del Capo, dove la sua tomba esiste tuttora. La sua lapide recita "Sotto questa pietra riposa tutto ciò che può morire di Lady Sale".